# Cantone di La Concordia
Il cantone di La Concordia è un cantone dell'Ecuador che si trova nella provincia di Santo Domingo de los Tsáchilas. Il cantone fu creato il 31 ottobre 2007, e ha fatto parte della provincia di Esmeraldas fino al 5 febbraio 2012, quando il presidente dell'Ecuador Rafael Correa ordinò una consulta popolare per stabilire di che provincia desiderassero far parte gli abitanti del cantone. I risultati furono favorevoli alla provincia de Santo Domingo de los Tsáchilas con 15.084 voti, contro i 6456 pro Esmeraldas. Le autorità della provincia di Esmeraldas denunciarono un tentativo di frode elettorale, che tuttavia furono giudicate senza fondamento, e, il 31 maggio 2013, l'Assemblea nazionale decretò definitivamente la questione definendo La Concordia come cantone della provincia di Santo Domingo.
Confina a nord con il cantone di Quinindé della provincia di Esmeraldas, a sud con il Cantone di Santo Domingo, a est con la provincia del Pichincha e a ovest con la provincia di Manabí.
Il capoluogo del cantone è La Concordia.